# (8414) Atsuko
(8414) Atsuko est un astéroïde de la ceinture principale.

## Description
(8414) Atsuko est un astéroïde de la ceinture principale. Il fut découvert le 9 octobre 1996 à Kushiro par Seiji Ueda et Hiroshi Kaneda. Il présente une orbite caractérisée par un demi-grand axe de 2,39 UA, une excentricité de 0,11 et une inclinaison de 2,2° par rapport à l'écliptique.

## Compléments